# Stephen Goodson
Stephen Goodson, död 4 augusti 2018, var en sydafrikansk bankman, författare och politisk aktivist.  
2003–2012 var han chef vid South African Reserve Bank och han var även finansiell konsult i Pringle Bay. Han var partiledare för Abolition of Income Tax and Usury Party och kandiderade även på Ubuntu Party’s lista i det sydafrikanska nationella valet 2014. Han är i övrigt mest känd för sina uttalanden och böcker om Adolf Hitler.